# Arjen van der Kieft

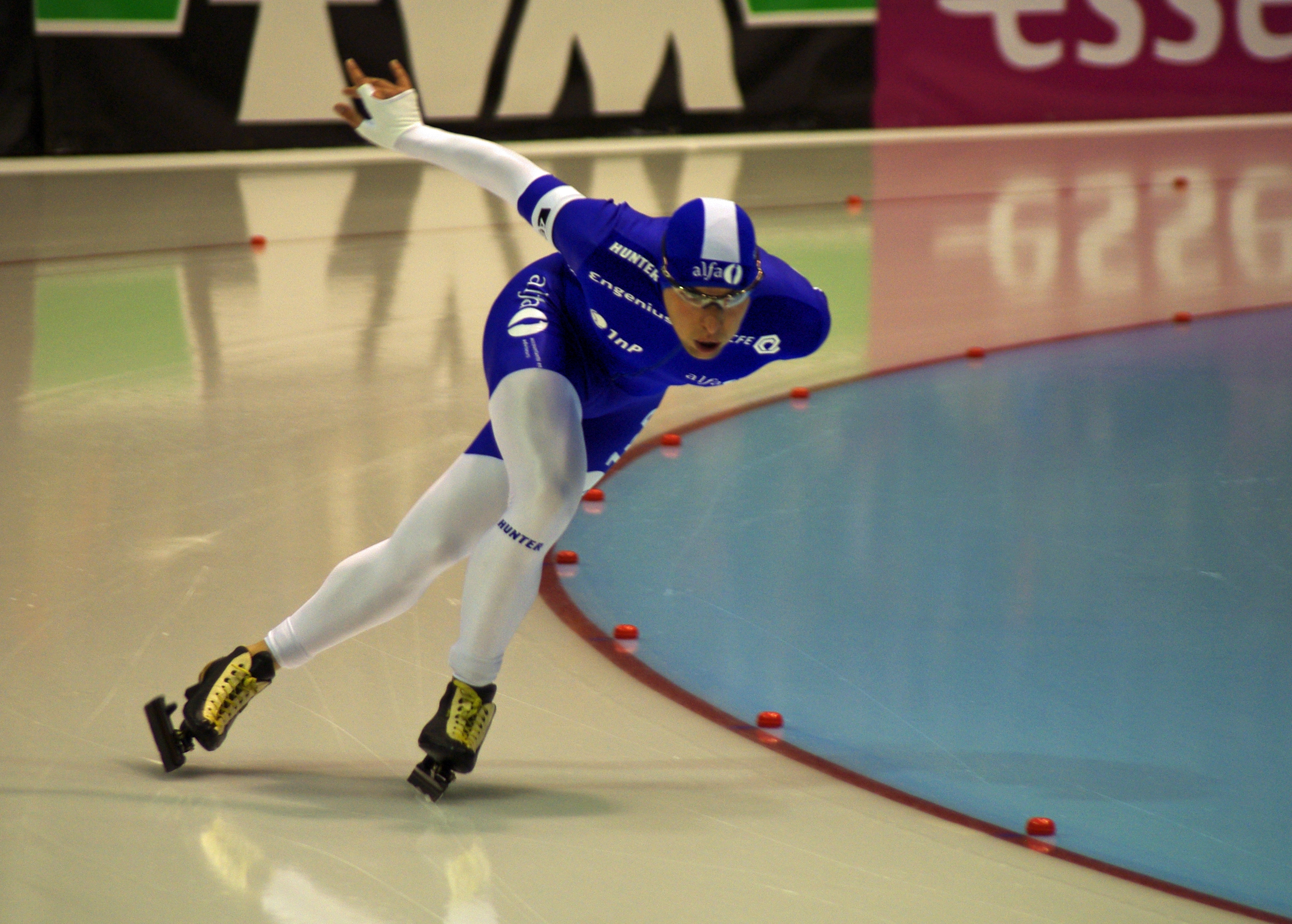
Arjen van der Kieft (2009)

Arjen van der Kieft (* 17. Mai 1985) ist ein niederländischer Eisschnellläufer (Allrounder).
Arjen van der Kieft startet seit der Saison 2006/07 im Weltcup. Schon in seinem ersten Rennen erreichte er über die 5000-Meter-Strecke den zehnten Platz. Bei den Junioreneuropameisterschaften 2005 in Helsinki gewann er über 5000 und 10.000 Meter die Goldmedaillen. Van der Kieft startete über die 10.000 Meter bei den Olympischen Spielen in Vancouver und belegte Rang neun.